# Reichsschule der Niederlande

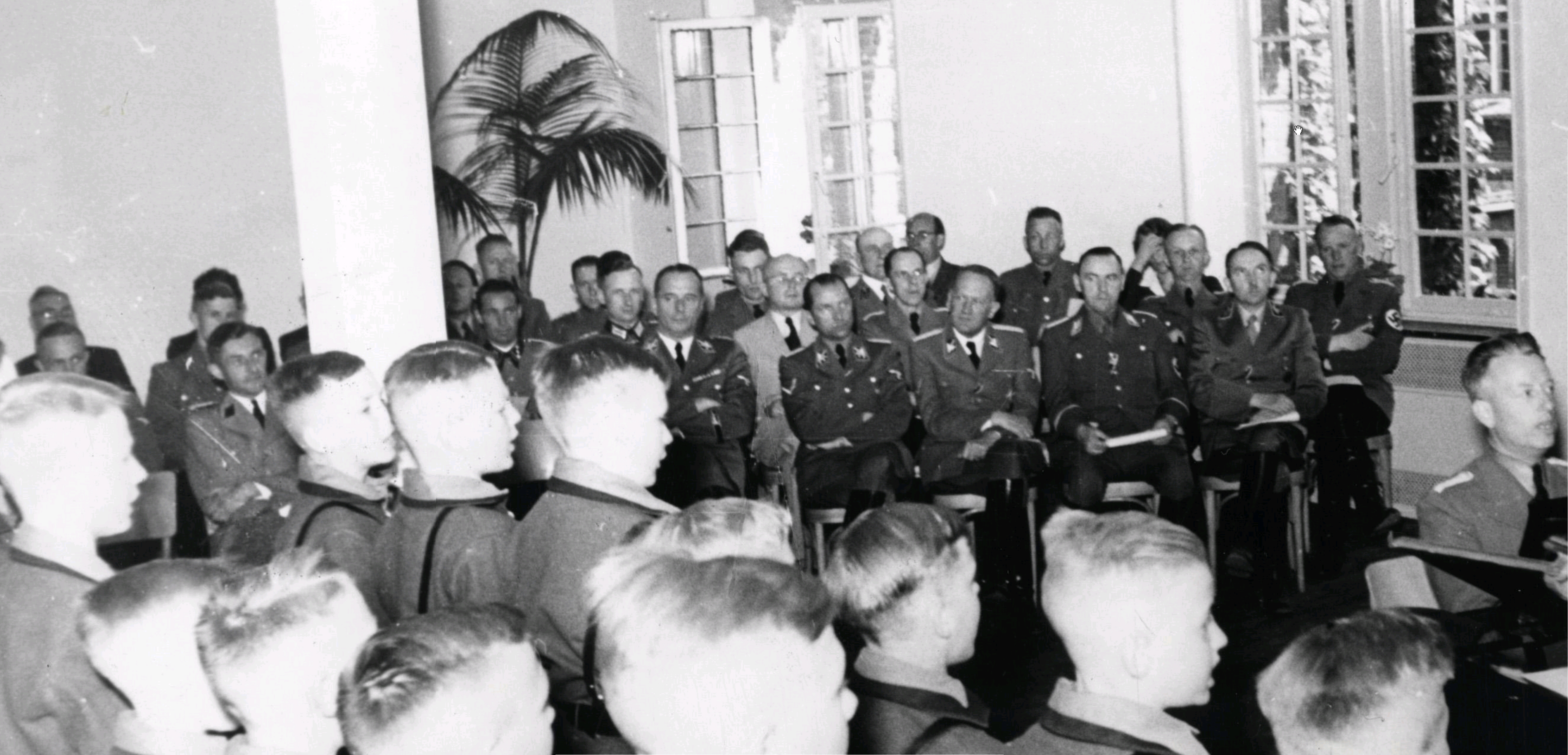
Reichsschule in Valkenburg (1943)

Die Reichsschule der Niederlande wurde 1942 in Valkenburg aan de Geul während der deutschen Besetzung der Niederlande gegründet. Diese Reichsschule war organisatorisch und von der Zielsetzung her den Nationalpolitischen Erziehungsanstalten (NPEA) Deutschen Reich gleichgestellt. Sie war in den Gebäuden der Hochschule der Jesuiten in Valkenburg untergebracht und war in erster Linie für die in den Niederlanden lebenden deutschen Knaben vorgesehen, stand aber auch den Söhnen der Niederländischen Nationalsozialisten (NSB) offen. Die Uniformen entsprachen denen der NPEA, hatten aber zusätzlich einen Ärmelstreifen mit der Aufschrift „Reichsschule der Niederlande“.
Im Spätsommer 1944, nach Beginn der Invasion in der Normandie, wurde die Schule in Valkenburg aufgelöst und als Ganzes zuerst in die NPEA Bensberg auf Schloss Bensberg und später in die NPEA Naumburg/Saale einquartiert.
Die Ausbildung war wie auch bei den Napola auf den Führungsnachwuchs und auf den Offiziers-Nachwuchs vor allem der Waffen-SS ausgerichtet.
Ebenfalls in der Provinz Limburg war in Heythuysen eine Internatsschule für Mädchen eingerichtet.